# 工藤竜平
工藤 竜平（くどう りゅうへい、1964年5月11日 - ）は、日本のナレーター・MC。本名は工藤 龍太郎（くどう りゅうたろう）である。俳優からナレーターに転身し、フリーではMC竜平（エムシー りゅうへい）の名前で主に活動している。
TCP-Artist、オフィスアールと業務提携。

## 概要
東京都台東区千束出身。現在は神奈川県横浜市に在住している。海城学園高校〜駿台高校卒業。父親は東宝演劇部の演出である津村健二であり、母親は元日活の女優である南風夕子である。10代の頃、1980年前後の原宿で当時話題のロックンローラー族だった。アマチュアR&R.R&Bバンドの活動を経て、20代から俳優の道に進み舞台・ドラマ・映画・Vシネマ・ミュージカルを経験する中、雑誌や広告・CM等モデルとしての仕事もこなしていた。30代から現在は主にナレーターとイベントのMCとして活動している。
俳優の渡辺裕之は芸能界初めての事務所で、まだブレイク前だったが指標でありその背中を追いかけた憧れの存在だった。「リポビタンD」のCM撮影で地方ロケに同行した時の思い出は、大切な秘話として胸に秘めている。
趣味は、スルーハイク（歩き旅）、登山、ハーレーダビッドソン、バイク全般、アメリカンレース（ドラッグレース・インディカー・シリーズ）、ソロキャンプ、スノーボード、スクーバダイビング、TVゲーム、レザークラフト。

## 主な出演
出典：

### CM
- ONE PIECE関連（avex）
- 東京ドームホテル

- 楽天トラベル
- ローソン
- DIY生命
- ウテナ
- NTTドコモ
- コンパイル
- 競輪祭
- ノキア
- 楽天クレジット
- モスクワニクーリンサーカス
- ムラサキスポーツ
- 成田空港

### TV番組
- QVC（吹き替えナレーション）
- ジャンプキッズ（ナレーター）-JCN千葉エリア
- レオナルドTOSHUの月刊・百面相（ナレーター）-TOKYO MX
- ニュース&トピックス（ナレーター）-SPEEDチャンネル
- いちかまにあ（キャスター編集長）-JCN市川
- ミッドナイトコロシアム-SPEEDチャンネル
- ラグビー番組-J SPORTS

### MC
- 『自衛隊音楽まつりin 日本武道館』
- 『映画トランスフォーマーリベンジ　ワールドプレミア・レッドカーペット実況』
- 『映画G.I.ジョー・ジャパンプレミア』
- 『東京国際映画祭』
- 『香港映画祭』
- 『ボストン・レッドソックスパーティー2008』
- 『東京国際アニメフェア』
- 『AKB48オーデション』
- 『ルイ・ヴィトン30周年』
- 『ミスギャラクシーオブビューティー』
- 『講談社100周年』
- 『インディカー・シリーズ.インディジャパンMC&ピットリポーター』
- 『インディクィーンコンテスト』
- 『MEN'S CLUB500号記念イベント』
- 『アジアンビューティーコンテスト』
- 『ジャパンWEBデザインアワード』
- 『戸川花火大会実況生中継』
- 『キリンビバレッジサッカー/日本代表vsブラジル代表』(1,999)
- 『総理官邸内授賞式』
- 『オートサロンイメージガール公開オーディション』
- 『日本カクテルアワードモランボンカップ97 キングオブテコンドー』
- 『大江戸鉄拳夏祭り』
- 『全日本テコンドー選手権大会』
- 『バイカーズ&タトゥーナイト』
- 『テクモ第5回モンスター甲子園全国大会』
- 『エルデコナイト青山』
- 『GPミュージアムソフトアワード』
- 『シナジー・メンバーズアワード』
- 「金色のステラ」クラシックコンサートライブ
- 「秦野元気まつり」in出雲大社（よさこい）
- 「イクラズアメリカンフェスティバル」
- 「GENERATIONSLIVE（LDH）ツアーファイナル2022」MC（さいたまスーパーアリーナ）
- 「GENERATIONSCM（ブルボン・フィットチーネグミ）」公式記者会見
- 「大阪.道頓堀グリコサイン6代目リニューアルMC」（2014）ゲスト：綾瀬はるか
- 「A-熊野ミーティング」MC（水口晴幸主催）